# Olyka
Olyka (ukrainien : Оли́ка) est une commune urbaine de l'oblast de Volhynie, en Ukraine. Elle compte 3 060 habitants en 2021.